# Blue Earth
Blue Earth és una ciutat i seu del Comtat de Faribault a l'estat de Minnesota dels Estats Units d'Amèrica.

## Demografia
Segons el cens dels Estats Units del 2000 Blue Earth tenia 3.621 habitants, 1.535 habitatges, i 925 famílies. La densitat de població era de 439,6 habitants per km².
Dels 1.535 habitatges en un 27,6% hi vivien nens de menys de 18 anys, en un 49,8% hi vivien parelles casades, en un 7,9% dones solteres, i en un 39,7% no eren unitats familiars. En el 36,3% dels habitatges hi vivien persones soles el 20,7% de les quals corresponia a persones de 65 anys o més que vivien soles. El nombre mitjà de persones vivint en cada habitatge era de 2,23 i el nombre mitjà de persones que vivien en cada família era de 2,92.
Per edats la població es repartia de la següent manera: un 23,1% tenia menys de 18 anys, un 6,5% entre 18 i 24, un 21,9% entre 25 i 44, un 22,7% de 45 a 60 i un 25,8% 65 anys o més.
L'edat mediana era de 44 anys. Per cada 100 dones de 18 o més anys hi havia 78,4 homes.
La renda mediana per habitatge era de 34.940 $ i la renda mediana per família de 42.377 $. Els homes tenien una renda mediana de 29.359 $ mentre que les dones 20.168 $. La renda per capita de la població era de 18.037 $. Entorn del 4,3% de les famílies i el 8% de la població estaven per davall del llindar de pobresa.

## Poblacions properes
El següent diagrama mostra les poblacions més properes.